# Ihor Jmara
Ihor Olexandrovych Jmara (en ucraniano: Ігор Олександрович Хмара; 18 de marzo de 1990) es un deportista ucraniano que compite en remo.
Ganó una medalla de bronce en el Campeonato Mundial de Remo de 2022, en la prueba de doble scull ligero. Además, obtuvo una medalla de oro en el Campeonato Mundial de Remo de Mar de 2024.

## Palmarés internacional
| Campeonato Mundial | Campeonato Mundial       | Campeonato Mundial | Campeonato Mundial |
| Año                | Lugar                    | Medalla            | Prueba             |
| ------------------ | ------------------------ | ------------------ | ------------------ |
| 2022               | Račice (República Checa) | Medalla de bronce  | Doble scull ligero |